# Un beso (canción de Carla Morrison)
«Un beso» es una canción grabada por la cantante y compositora mexicana Carla Morrison. La canción fue escrita por ella misma, y producida por Andrés Landon, Juan Manuel Torreblanca y Morrrison. Fue lanzada el 15 de septiembre de 2015 como el primer sencillo de su segundo álbum de estudio Amor supremo. La canción ocupó el lugar número 6 en las listas del Latín Digital Songs Sales del Billboard en los Estados Unidos.

## Video musical
El video musical de «Un beso» fue lanzado el 22 de septiembre de 2015  en la plataforma digital YouTube, fue producido RARARA Films y dirigido por Julio Muñoz. Cuenta con más de 3 millones de reproducciones. Un video lírico fue lanzado previo al videoclip oficial el 15 de septiembre.

## Listas

### Semanales
| País           | Lista                                 | Mejor posición | Ref.  |
| -------------- | ------------------------------------- | -------------- | ----- |
| Estados Unidos | Latín Digital Songs Sales (Billboard) | 6              | [ 4 ] |
| México         | Pop Español Airplay (Billboard)       | 42             | [ 7 ] |